# Trifon Zarezan
Trifon Zarezan (właśc. Dzień Świętego Tryfona) – święto wina, obchodzone w Bułgarii i lokalnie w innych państwach bałkańskich (m.in. w Serbii), mające prawdopodobnie swój początek w kulcie Dionizosa. Nazwa święta pochodzi od imienia chrześcijańskiego świętego – Tryfona.

## Obchody
Trifon Zarezan obchodzone jest 1 lutego według kalendarza juliańskiego, czyli 14 lutego według kalendarza gregoriańskiego. Ze względu na drugą datę jest współcześnie często traktowane w Bułgarii jako rodzima alternatywa dla Walentynek.
W okolicach Ruse, Razgradu, Welika Tyrnowa, Plewenu i Wracy obchody Trifon Zarezan mają swój lokalny, specyficzny kształt. Wybierany jest tam „Car Winnic”, którym jest zamożny właściciel winnicy. Jeżeli nastąpi urodzaj podczas jego panowania, zostaje on wybrany ponownie na Cara w latach następnych. „Car” jest najważniejszą osobą podczas święta, do niego należy obowiązek podcinania i sławienia winorośli, a z winnic do wsi mężczyźni niosą go na swoich ramionach i chodzą po domach, gdzie każdy gospodarz częstuje ich winem. Święto kończy się wspólną biesiadą w domu „Cara”.

## Zwyczaje
Podstawowy obrządek tego święta, czyli podcinanie winorośli, wykonywane jest głównie przez mężczyzn, właścicieli winnic i ma przypominać o nadchodzącej wiośnie. Obecnie święto wygląda w sposób następujący: po specjalnej, świątecznej liturgii w cerkwi, hodowcy winorośli udają się grupami do winnic, prowadząc ze sobą muzyka. Każdy z nich ma świeżo upieczoną pitę, tutmanik, ugotowaną kurę lub nadenicę, pieczoną łukankę, byrkani jajca, wino oraz obecnie także buteleczkę święconej wody. Każdy bez wyjątku hodowca odcina ze swoich winorośli kilka pędów z jednego lub trzech krzewów, wybranych pośrodku albo na rogach swojej winnicy i polewa odcięte miejsca gałązek winem. Przypomina w ten sposób winorośli, że jej głównym przeznaczeniem jest obdarowanie gospodarza dużą ilością, dorodnych winogron na wino. Obecnie także święci się winnice wodą święconą, aby uchronić ją przed chorobami, szkodnikami i złymi mocami. Ta część obrzędu pochodzi najprawdopodobniej z omywania winnic po zimie.
Po odcięciu gałązek mężczyźni zwijają w wianki, które kładą na swych czapkach lub przerzucają je przez ramię i niosą do domu, gdzie kładą je w szczególnym miejscu (obecnie przy domowej ikonie). Po obrzędzie podcinania w winnicy następuje wspólna biesiada i tańce. Resztę dnia spędza się na wzajemnych wizytach, częstując się winem. Święto tradycyjnie kończy się w karczmie, gdzie zbierają się wieczorem wszyscy mężczyźni.